# Долматово (Вологодский район)
Долматово — деревня в Вологодском районе Вологодской области.
Входит в состав Кубенского сельского поселения (с 1 января 2006 года по 8 апреля 2009 года входила в Высоковское сельское поселение), с точки зрения административно-территориального деления — в Высоковский сельсовет.
Расстояние до районного центра Вологды по автодороге — 73 км, до центра муниципального образования Кубенского по прямой — 29 км. Ближайшие населённые пункты — Дулово, Демино, Ефимово, Кривое, Бабик, Лаврентьево, Кринки, Борисоглебское, Ермолово, Поповское, Мынчаково.
По данным переписи в 2002 году постоянного населения не было.